# 소방등
소방등(蕭方等, 528년 ~ 549년)은 중국 남북조 시대 양나라의 황족이다. 양 원제와 상동왕비 서소패(徐昭佩) 사이에서 태어난 맏아들이다.

## 생애
528년에 당시 상동왕(湘東王)이었던 소역의 맏아들로 태어났다. 이후 소역이 소방등을 왕세자로 삼았다.
소방등의 어머니 서소패는 못생겼고 소역의 후궁들에게 질투를 느꼈으며 또 실수하는 행실이 많았기 때문에 소역에게 총애를 받지 못했으므로 소방등 역시 총애를 받지 못했다.
후경의 난이 일어나고 무제가 죽은 뒤 소역은 건강에서 봉지인 강릉으로 돌아갔고, 소방등이 군사를 통제하는데 화목하고 정돈되어 있는 것을 보고서 비로소 그 능력에 탄복하였다. 그러나 서소패가 소역이 자신을 총애하지 않는 것을 원망하여 행동을 올바르게 하지 않자 소역이 화가 나서 큰 쪽문에다 서소패의 행실을 대강 써서 방을 붙였고, 소방등이 이를 보고 오히려 더욱 두려워했다.
소역이 후경을 토벌하기 위해서 조카이며 상주자사 소예에게 사자를 보내 그 양식과 무리들을 감독하려고 했으나 소예가 세 번이나 거부했다. 그러자 소방등이 소예를 먼저 토벌하기를 요청했고, 소역은 넷째 아들인 안남후 소방구를 상주자사로 삼고 이어서 소방등에게 명령해 정예군 2만 명을 거느리고 소방구를 상주로 호송한 뒤, 소예를 격파하고 소방구로 하여금 상주자사를 대신하도록 하게 했다. 소방등이 곧 출정하려고 할 즈음에 친한 사람에게 "이번에 가서 난 반드시 죽을 것인데 죽더라도 그에 적당한 곳을 얻는다면 내 어찌 다시 한스러워 하겠는가?" 라고 말했다고 한다.
소방등의 군대가 마계(麻溪)에 도착했는데, 소예가 직접 군사 7천 명을 거느리고 소방등을 기습 공격하니, 소방등의 군대는 패배하고 소방등은 물에 빠져 익사했다. 소방구가 패군을 거두어서 강릉으로 되돌아갔고, 소역은 소방등이 죽었는데도 슬퍼하는 기색이 없었다. 소역은 소방등을 무열세자(武烈世子)로 추시했고, 552년에 황제로 즉위한 뒤 이어서 시중, 중군장군(中軍將軍)과 양주자사(揚州刺史) 등의 관위를 추증했으며 이어서 충장세자(忠壯世子)로 다시 추시했다.

### 문학 방면
《삼십국춘추(三十國春秋)》와 《정주자(靜住子)》를 저술했다.

## 가족

### 부모

#### 아버지
- 소역

#### 어머니
- 상동왕비 서소패(徐昭佩)

### 형제

#### 동생
1. 소방제
2. 소방규
3. 소방구
4. 소방지
5. 소방략

#### 남매
1. 소함정(蕭含貞) - 익창공주(益昌公主)
2. 소함개(蕭含介)
3. 소함지(蕭含芷)

### 자녀

#### 아들
1. 소장